# غواراندا
غواراندا (بالإسبانية: San Pedro de Guaranda )‏ هي مدينة، في الإكوادور، تتبع مقاطعة بوليفار ، وهي عاصمتها، بلغ عدد سكانها 23,874 نسمة في 2010، رمزها البريدي هو EC020150.

## أعلام
- بول أمبروزي